# Loxostege wagneri
Loxostege wagneri là một loài bướm đêm trong họ Crambidae.